# Каменное Поле
Каменное Поле (укр. Кам'яне Поле; так же Штейнфельд (нем. Steinfeld), Шенфельд (нем. Schönfeld), Шлахтинг (нем. Schlachting)) — село, Шевченковский сельский совет, Криворожский район, Днепропетровская область, Украина.
Код КОАТУУ — 1221885904. Население по переписи 2001 года составляло 502 человека.

## Географическое положение
Село Каменное Поле находится на левом берегу реки Саксагань, ниже по течению на расстоянии в 1 км расположено село Шевченковское, на противоположном берегу — город Кривой Рог. Рядом проходит железная дорога, станция Каменное Поле в 2-х км.

## История
- 1874 — дата основания как меннонитская колония Штейнфельд.